# Hồ Diệu Bang
Hồ Diệu Bang (tiếng Trung Quốc: 胡耀邦 Bính âm: Hú Yàobāng, Wade-Giles: Hu Yao-pang; 20 tháng 11 năm 1915 – 15 tháng 4 năm 1989) là một nhà lãnh đạo của Cộng hòa Nhân dân Trung Hoa, Tổng bí thư Ban chấp hành Trung ương Đảng Cộng sản Trung Quốc. Là một nhà cải cách nổi bật, cái chết của ông năm 1989 đã kéo theo một loạt các sự kiện cuối cùng dẫn tới các cuộc phản kháng trên Quảng trường Thiên An Môn năm 1989.

## Những năm đầu tiên
Hồ Diệu Bang gia nhập cách mạng cộng sản từ khi còn trẻ và là người ủng hộ Mao Trạch Đông, ông đã nhiều lần bị các thành viên cộng sản thuộc phe cánh từng được đào tạo ở Liên Xô cũ, những người nắm quyền lãnh đạo và quyền lực thực sự, ngược đãi. Khi Mao Trạch Đông bị gạt khỏi chức vụ chỉ một thời gian ngắn trước khi Chiến dịch Bao vây lần thứ Tư diễn ra, những người ủng hộ ông một lần nữa lại bị khủng bố và lần này có vẻ Hồ Diệu Bang đã hết đường hy vọng: ông bị kết án tử hình ngay trước khi cuộc Vạn lý Trường chinh bắt đầu, ông và những người khác đứng trước nguy cơ bị chém đầu. Tuy nhiên, một vị chỉ huy cộng sản quyền lực tại địa phương là Đàm Dư Bảo (谭余保, 1899 - 10 tháng 1 năm 1980) đã can thiệp ở phút cuối cùng, cứu mạng Hồ Diệu Bang, nhưng vì Hồ Diệu Bang ủng hộ Mao, ông bị coi là người không đáng tin cậy và được lệnh gia nhập cuộc Vạn lý Trường chinh để luôn nằm dưới sự giám sát. Dù không được giới lãnh đạo hàng đầu tin cậy, Hồ Diệu Bang vẫn trung thành với lý tưởng cộng sản và nỗ lực tự chứng tỏ khả năng bản thân trong chiến đấu với Quốc Dân Đảng, và trong Chiến dịch Trường Giang khi Hồng quân Trung Quốc bị đánh bại, Hồ Diệu Bang bị thương nặng. Tuy nhiên, đội quân y mặt trận Hồng quân đã không giúp đỡ ông và bỏ ông lại chết bên cạnh đường. May mắn cho ông khi một người bạn thời thơ ấu, khi ấy là một vị chỉ huy Hồng quân Trung Quốc, đi ngang qua, ông lên tiếng gọi và được người bạn đưa theo lực lượng chủ lực đang rút lui của Hồng quân, nhờ thế Hồ Diệu Bang được chữa trị và sống sót.
Sự may mắn của Hồ Diệu Bang dường như đã không còn sau cuộc Vạn lý Trường chinh khi ông bị buộc phải đi theo một lực lượng mạnh với hơn 21.800 binh sĩ của vị chỉ huy cộng sản Trương Quốc Đào vượt Sông Hoàng Hà trong một nỗ lực vô ích nhằm mở rộng căn cứ cộng sản ở phía tây Thiểm Tây mở đường nối với Liên Xô, hay ít nhất với Tân Cương khi ấy đang ở dưới sự cai quản của vị lãnh chúa Thịnh Thế Tài, người vẫn duy trì liên minh với những người cộng sản và Liên Xô. Có tin báo các lực lượng của Trương Quốc Đào đã bị phe Mã gia Quân, đánh bại. Hồ Diệu Bang cùng với vị bộ trưởng quốc phòng tương lai của Cộng hòa Nhân dân Trung Hoa, và vị tướng tương lai của Quân Giải phóng Nhân dân, Tần Cơ Vĩ, trở thành hai trong số những tù binh chiến tranh bị các lực lượng Mã gia Quân bắt giữ.
So với hàng nghìn tù binh chiến tranh là Hồng quân Trung Quốc bị các lực lượng Mã gia Quân bắt giữ và hành quyết, một lần nữa may mắn lại xuất hiện bên cạnh Hồ Diệu Bang khi ông, cùng với Tần Cơ Vĩ, nằm trong số 1.500 tù binh chiến tranh may mắn được Mã Bộ Phương tha không giết nhưng bị đưa đi làm lao động nô lệ. Khi Tưởng Giới Thạch gây áp lực buộc Mã Bộ Phương góp thêm quân chiến đấu chống Nhật Bản, Mã Bộ Phương quyết định thay vì dùng quân của riêng mình ông sẽ gửi 1.500 tù binh chiến tranh Hồng quân thay thế. Bởi con đường hành quân phải đi qua vùng căn cứ cộng sản, Hồ Diệu Bang và Tần Cơ Vĩ nắm cơ hội bí mật tổ chức một kế hoạch bỏ trốn. Khi tới gần vùng căn cứ cộng sản tại Thiểm Tây, kế hoạch được thực hiện và đã thành công: trong tổng số 1.500 người, hơn 1.300 người đã tới được Diên An. Mao Trạch Đông đích thân tới uý lạo những người tù bỏ trốn và Hồ Diệu Bang một lần nữa quay lại phe cộng sản, và tiếp tục cho đến cuối đời, dù những hành động ngược đãi chính trị sẽ còn xảy ra với ông, và không một ai, kể cả chính Hồ Diệu Bang biết rằng hành động ngược đãi đó lại xuất hiện từ vị lãnh đạo cộng sản Hồ Diệu Bang từng ủng hộ hết mình.

## Nhà cải cách
Khi Đặng Tiểu Bình dần giành lại quyền kiểm soát Đảng Cộng sản Trung Quốc, đối thủ của Đặng là Hoa Quốc Phong bị thay thế bởi Triệu Tử Dương trong chức vụ Thủ tướng Quốc vụ viện năm 1980, và bởi Hồ Diệu Bang trong chức vụ Chủ tịch Đảng năm 1981. Năm 1980, Hồ Diệu Bang được giữ chức Tổng bí thư Ban chấp hành Trung ương Đảng Cộng sản Trung Quốc, nhưng cho tới giữa thập niên 1990, Đặng Tiểu Bình vẫn nắm quyền quyết định tối cao, vì Đặng giữ lại chức Chủ tịch Quân uỷ Trung ương của Đảng Cộng sản.
Trong nhiệm kỳ của mình, Hồ Diệu Bang đã tìm cách khôi phục danh dự cho những người từng bị ngược đãi thời Cách mạng Văn hóa. Nhiều người Trung Quốc cho rằng đó là thành tựu quan trọng nhất của ông. Ông cũng ủng hộ một chính sách thực dụng tại Tây Tạng, ra lệnh rút hàng nghìn cán bộ người Hán khỏi Khu tự trị Tây Tạng sau một chuyến viếng thăm tới đây năm 1980, tin rằng người Tây Tạng có đủ sức tự điều hành các công việc của mình.
Dù Hồ Diệu Bang là một nhà cải cách tận tụy và là một trong những đồng minh quan trọng nhất của Đặng Tiểu Bình, sau này ông đã bị buộc phải từ chức Tổng bí thư Ban chấp hành Trung ương Đảng Cộng sản Trung Quốc năm 1987; chính thức ngày 16 tháng 1. Ông bị buộc tội đã phạm "những sai lầm trong các vấn đề liên quan tới những nguyên tắc chính trị quan trọng". Đặng Tiểu Bình buộc Hồ Diệu Bang từ chức trong bối cảnh hàng loạt những vụ biểu tình của sinh viên hồi cuối năm 1986, mà những người trong phái cứng rắn cho là hậu quả của chính sách khoan dung và có lẽ cả thái độ thông cảm của ông với giới trí thức mang tư tưởng tự do của Trung Quốc, những người đang yêu cầu đẩy mạnh hơn nữa tự do chính trị và cải cách. Ông cũng bị buộc tội "có những sai lầm trong các mối quan hệ Trung-Nhật".

## Cái chết và sự kiện Thiên An Môn
Hồ Diệu Bang chết sau một cơn đau tim hai năm sau một cuộc họp của Bộ Chính trị Đảng ngày 15 tháng 4 năm 1989. Trong thông báo về cái chết, ông được miêu tả là: "Đồng chí Hồ Diệu Bang là một chiến sĩ cộng sản trung thành và đã trải qua nhiều thử thách, một nhà cách mạng và một chính khách vô sản vĩ đại, một lãnh đạo chính trị kiệt xuất của quân đội Trung Quốc". Dù ông đã chính thức "nghỉ hưu" sau khi có "những sai lầm", áp lực công chúng vẫn buộc Đảng Cộng sản Trung Quốc phải dành cho ông lễ tang cấp Quốc gia với sự tham gia của các vị lãnh đạo Đảng, và những lời ca ngợi cho thành tựu tái lập tiêu chuẩn chính trị và khuyến khích phát triển kinh tế của ông sau cuộc Cách mạng Văn hóa.
Tuy nhiên, nhiều người đã bất mãn trước sự do dự trong phản ứng và sự thờ ơ với lễ tang ông của Đảng Cộng sản. Lễ tang bắt đầu trên các đường phố Bắc Kinh và những nơi khác. Tại Bắc Kinh ở Tượng đài các vị Anh hùng Nhân dân ở Quảng trường Thiên An Môn. Lễ tang đã trở thành cơ hội để dân chúng bày tỏ sự tức giận trước nạn gia đình trị trong chính phủ, sự thải hồi và cái chết sớm của ông, và vai trò phía đằng sau của những "cựu lãnh đạo", những người tuy theo chính thức đã nghỉ hưu nhưng vẫn giữ quyền lực thực sự, như Đặng Tiểu Bình. Những cuộc phản kháng cuối cùng đã leo thang trở thành những cuộc phản kháng trên Quảng trường Thiên An Môn năm 1989. Những ý tưởng tự do ngôn luận và tự do báo chí của Hồ Diệu Bang năm 1986 đã gây ảnh hưởng lớn tới sự tham gia của sinh viên vào những cuộc phản kháng này.
Sau lễ tang Hồ Diệu Bang, thi thể ông được hoả táng. Đã có những báo cáo cho rằng ban đầu vợ ông muốn tro được chôn tại quê hương Lưu Dương của ông. Tuy nhiên, các lãnh đạo địa phương do dự trước nguyện vọng đó và cuối cùng ông được chôn tại Cộng Thanh Thành (dịch nghĩa: "Thành phố Thanh niên Cộng sản") ở tỉnh Giang Tây.

## Khả năng khôi phục tư cách chính trị
Dù được chính phủ Cộng hòa Nhân dân Trung Hoa chính thức đánh giá rất cao, cái tên Hồ Diệu Bang không được các phương tiện truyền thông nói tới nữa từ sau năm 1989. Báo in tưởng nhớ ngày mất của ông năm 1994 đã bị rút bỏ không xuất bản.
Những kế hoạch khôi phục tư cách chính trị cho Hồ Diệu Bang đã được thông báo trên tờ Washington Post ngày 9 tháng 9 năm 2005. Dựa trên các nguồn tin từ Trung Hoa, bài báo "Các kế hoạch của Trung Quốc nhằm vinh danh một Nhà cải cách" thông báo các kế hoạch tổ chức các sự kiện vào ngày 20 tháng 11, lần sinh nhật thứ 90 của ông. Một tiểu sử chính thức và một bộ sưu tập những ghi chép của ông dự kiến sẽ được phát hành. Tiểu sử ông là một vấn đề gây tranh cãi và hiện có ba cuốn tiểu sử do những trợ lý cũ của Hồ Diệu Bang viết vẫn chưa được xuất bản và đang nằm dưới sự quản lý của chính phủ. Một lễ tưởng niệm được dự định tổ chức ở tỉnh Hồ Nam quê hương ông. Tuy một số nhà quan sát coi đây là một bước chuẩn bị để đánh giá lại các cuộc phản kháng trên Quảng trường Thiên An Môn năm 1989, cách đánh giá này vẫn bị bác bỏ.
Ngày 18 tháng 11 năm 2005, Đảng Cộng sản chính thức mừng lần thứ 90 ngày sinh Hồ Diệu Bang (ngày tổ chức đã được thay đổi chỉ hai ngày trước đó), với các hoạt động tại Đại Lễ đường Nhân dân.
Dù các tạp chí với những bài viết kỷ niệm ban đầu đã bị cho ngừng xuất bản, lệnh cấm đã được dỡ bỏ và các bài viết đó đều được ra mắt công chúng.
Đây là lần đầu tiên từ khi ông qua đời, cái tên Hồ Diệu Bang lại xuất hiện trước công chúng. Có ý kiến cho rằng ông sẽ được "khôi phục danh dự", khiến nảy sinh hy vọng Sự kiện Thiên An Môn cũng sẽ được Đảng Cộng sản Trung Quốc đánh giá lại.
Những lễ kỷ niệm ngày sinh hay mất của một ai đó thường là dấu hiệu của những khuynh hướng chính trị bên trong Trung Quốc, và một số người đang cho rằng có những hy vọng về một cuộc cải cách xa hơn. Tuy nhiên, điều này đã bị nghi ngờ sau những tuyên bố gần đây của Đảng cho rằng họ cần học tập từ các hệ tư tưởng của Cuba và Cộng hòa Dân chủ Nhân dân Triều Tiên.
Một số nhà phân tích chính trị đã cho rằng chính quyền của Chủ tịch Hồ Cẩm Đào hiện nay hy vọng gắn mình với danh tiếng của Hồ Diệu Bang. Cả hai người đều lên nắm quyền lực từ Liên đoàn Thanh niên Cộng sản, và được miêu tả là một phần của "Nhóm Đoàn Thanh niên". Hồ Diệu Bang cũng góp phần nâng đỡ Hồ Cẩm Đào vào chức vụ Chánh Văn phòng Trung ương Đảng Cộng sản Trung Quốc.

## Nghiên cứu thêm
- Pang, Pang. The Death of Hu Yaobang. Center for Chinese Studies, School of Hawaiian, Asian, and Pacific Studies. University of Hawai'i. University of Michigan. 1998.
- Sina.com: Over 30,000 comments on Wen Jiabao's article on Hu Yaobang.